# Web.com Tour 2012
De Web.com Tour 2012 was het 23ste seizoen van de opleidingstour van de PGA Tour en het eerste seizoen onder de naam Web.com Tour. Het seizoen begon met het Pacific Rubiales Colombia Championship, in februari 2012, en eindigde met het Web.com Tour Championship, in oktober 2012. Er stonden 27 toernooien op de agenda.

## Kalender
| Data  | Data  | Toernooi                                    | Stad                       | Winnaar           | Score | Score | Info                |
| ----- | ----- | ------------------------------------------- | -------------------------- | ----------------- | ----- | ----- | ------------------- |
| 16-02 | 19-02 | Pacific Rubiales Colombia Championship      | Bogota, Colombia           | Skip Kendall      | 274   | –10   |                     |
| 01-03 | 04-03 | Panama Claro Championship                   | Panama-Stad, Panama        | Edward Loar       | 276   | –4    |                     |
| 08-03 | 11-03 | Chile Classic                               | Santiago, Chili            | Paul Haley II     | 266   | –22   | Nieuw toernooi      |
| 25-03 | 27-03 | Chitimacha Louisiana Open                   | Broussard, Louisiana       | Casey Wittenberg  | 260   | –24   |                     |
| 05-04 | 08-04 | Soboba Golf Classic                         | San Jacinto, Californië    | Andres Gonzales   | 276   | –8    |                     |
| 12-04 | 15-04 | TPC Stonebrae Championship                  | Hayward, Californië        | Alex Aragon       | 270   | –10   |                     |
| 26-04 | 29-04 | South Georgia Classic                       | Valdosta Georgia           | Luke List         | 272   | –16   |                     |
| 03-05 | 06-05 | Stadion Classic at UGA                      | Athens, Georgia            | Hudson Swafford   | 267   | –17   |                     |
| 17-05 | 20-05 | BMW Charity Pro-Am                          | Greer, South Carolina      | Nick Flanagan po  | 271   | –15   |                     |
| 31-05 | 03-06 | Rex Hospital Open                           | Raleigh, North Carolina    | James Hahn po     | 271   | –13   |                     |
| 07-06 | 10-06 | Mexico Open                                 | León, Mexico               | Lee Williams      | 274   | –14   |                     |
| 21-06 | 24-06 | Preferred Health Systems Wichita Open       | Wichita, Kansas            | Casey Wittenberg  | 266   | –18   |                     |
| 28-06 | 01-07 | United Leasing Championship                 | Newburgh, Indiana          | Peter Tomasulo po | 277   | –11   | Nieuw toernooi      |
| 12-07 | 15-07 | Utah Championship                           | Sandy, Utah                | Doug LaBelle II   | 269   | –15   |                     |
| 26-07 | 29-07 | Nationwide Children's Hospital Championship | Columbus, Ohio             | Ben Kohles R      | 272   | –12   | Eerste proftoernooi |
| 02-08 | 05-08 | Cox Classic                                 | Omaha, Nebraska            | Ben Kohles        | 260   | –24   |                     |
| 09-08 | 12-08 | Price Cutter Charity Championship           | Springfield, Missouri      | Chris Wilson po   | 267   | –21   |                     |
| 16-08 | 19-08 | Midwest Classic                             | Overland Park, Kansas      | Shawn Stefani     | 267   | –17   |                     |
| 23-08 | 26-08 | News Sentinel Open                          | Knoxville, Tennessee       | Darron Stiles     | 266   | –18   |                     |
| 30-08 | 02-09 | Mylan Classic                               | Canonsburg, Pennsylvania   | Robert Streb      | 266   | –18   |                     |
| 13-09 | 16-09 | Albertsons Boise Open                       | Boise, Idaho               | Luke Guthrie      | 266   | –22   |                     |
| 20-09 | 23-09 | WNB Golf Classic                            | Midland, Texas             | Luke Guthrie      | 271   | –17   |                     |
| 27-09 | 30-09 | Chiquita Classic                            | Davidson, North Carolina   | Russell Henley po | 266   | –22   |                     |
| 04-10 | 07-10 | Neediest Kids Championship                  | Potomac, Maryland          | David Lingmerth   | 272   | –8    |                     |
| 11-10 | 14-10 | Miccosukee Championship                     | Miami, Florida             | Shawn Stefani     | 269   | –15   |                     |
| 18-10 | 21-10 | Winn-Dixie Jacksonville Open                | Ponte Vedra Beach, Florida | Russell Henley po | 270   | –10   |                     |
| 25-10 | 28-10 | Web.com Tour Championship                   | McKinney, Texas            | Justin Bolli      | 268   | –16   |                     |

| po = winnaar na play-off |  | R = rookie |